# Castell d'en Plaja
El Castell d'en Plaja és un edifici aïllat en forma de castell del municipi de Lloret de Mar (Selva) inclosa en l'Inventari del Patrimoni Arquitectònic de Catalunya. Està situat a prop del Turó Rodó, al costat esquerre (o a la part nord) de la platja gran de Lloret. És un indret amb molta visibilitat i molt visible des de tota la platja de Lloret, cosa que ha fet que sigui motiu i logotip del tradicional turisme de platja de Lloret.

## Descripció
La planta és rectangular i té diversos cossos de dues i tres plantes. Existeixen dues torres de planta circular, encara que una té molt més diàmetre que l'altra i una és més alta i prima que l'altra. Hi ha portes i finestres amb arcs i mènsules apuntades i espitlleres als panys de paret culminats amb merlets. La coberta és aterrassada.
La construcció, d'estil relativament neogòtic, és de pedra i ciment i la coberta de rajola. Al voltant de l'edifici principal hi ha diversos panys de paret emmerletats, fins i tot hi ha un caminet que arriba fins als penya-segats de la costa en forma de mirador.

## Història
Les obres, dirigides per l'arquitecte Isidre Bosch s'iniciaren el 1935 i finalitzaren el 1940. El promotor fou Narcís Plaja Martí, industrial dedicat a les galetes a  Girona que encarregà l'edifici per mostrar la seva puixança econòmica. La construcció d'aquest edifici despertà molta polèmica però ha acabat sent un dels símbols del poble.